# Hosianna Mantra
Hosianna Mantra – trzeci album studyjny niemieckiego zespołu krautrockowego Popol Vuh, wydany nakładem wytwórni fonograficznej Pilz w 1972 roku.

## Lista utworów
Opracowano na podstawie materiału źródłowego. 
Muzykę i słowa napisał Florian Fricke. Podstawą dla tekstów była twórczość filozofa Martina Bubera.
Wydanie LP:
Strona A:
| Nr | Tytuł utworu      | Długość |
| -- | ----------------- | ------- |
| 1. | „Ah!”             | 4:43    |
| 2. | „Kyrie”           | 5:20    |
| 3. | „Hosianna Mantra” | 10:15   |
|    |                   | 20:18   |

Strona B:
| Nr | Tytuł utworu | Długość |
| -- | --- | ------- |
| 1. | „Das 5. Buch Mose - Abschied (3:10) - Segnung (6:00) - Andacht (0:40) - Nicht hoch im Himmel (6:17) - Andacht (0:35)” | 16:42   |
|    | | 16:42   |

Wydanie CD (SPV Recordings 2004):
Hosianna Mantra:
| Nr | Tytuł utworu      | Długość |
| -- | ----------------- | ------- |
| 1. | „Ah!”             | 4:46    |
| 2. | „Kyrie”           | 5:23    |
| 3. | „Hosianna-Mantra” | 10:12   |
|    |                   | 20:21   |

Das V. Buch Mose:
| Nr | Tytuł utworu                      | Długość |
| -- | --------------------------------- | ------- |
| 1. | „Abschied”                        | 3:14    |
| 2. | „Segnung”                         | 6:08    |
| 3. | „Andacht”                         | 0:48    |
| 4. | „Nicht hoch im Himmel”            | 6:18    |
| 5. | „Andacht”                         | 0:49    |
| 6. | „Maria (Ave Maria) (bonus track)” | 4:43    |
|    |                                   | 22:00   |

## Twórcy
Opracowano na podstawie materiału źródłowego.
Muzycy:
- Florian Fricke – fortepian, klawesyn
- Robert Eliscu – obój
- Conny Veit – gitara elektryczna, gitara dwunastostrunowa
- Klaus Wiese – tambura
- Djong Yun – śpiew (sopran)

Dodatkowi muzycy:
- Fritz Sonnleitner – skrzypce

Produkcja:
- Popol Vuh - produkcja muzyczna
- Peter Kramper – miksowanie
- Ingo Trauer, Richard J. Rudow – oprawa graficzna
- Bettina Fricke – fotografia